# Геофізик (Саратовська область)
Геофізик (рос. Геофизик) — селище у Енгельському районі Саратовської області Російської Федерації.
Населення становить 434 особи. Належить до муніципального утворення місто Енгельс.

## Історія
Населений пункт розташований у межах українського історичного та культурного регіону Жовтий Клин.
До 1941 року належав до АРСР Німців Поволжя. Орган місцевого самоврядування від 2004 року — місто Енгельс.

## Населення
1. Н/Д[4]

1. Н/Д[5]